# Lisa Pelikan
Lisa Pelikan (Berkeley, 12 de julio de 1954) es una actriz estadounidense de cine, teatro y televisión.

## Biografía
Pelikan nació en Berkeley, California, hija de Helen L., una psicóloga, y de Robert G. Pelikan, un economista. Se formó como actriz en la reconocida Escuela de Juilliard.
Aunque ha destacado principalmente en el teatro, Pelikan también ha logrado reconocimiento en otros medios como el cine y la televisión. En su debut en el cine interpretó a una versión juvenil del personaje de Vanessa Redgrave en la película Julia (1977). También interpretó el papel de Sarah Hargrave en la película Return to the Blue Lagoon (1991). Su primer papel importante en televisión ocurrió en la famosa serie Beacon Hill. Otras actuaciones destacadas de Pelikan incluyen a Lucy Scanlon en la serie Studs Lonigan (1979) y al personaje principal en la película de terror Jennifer (1978).

### Plano personal
Pelikan estuvo casada con el actor Robert Harper entre 1981 y 1984. En 1986 se casó de nuevo, esta vez con el actor Bruce Davison. La pareja tuvo un hijo, Ethan, nacido en 1996. Se divorciaron en 2006.

## Filmografía

### Cine
| Año  | Título                    | Papel                    |
| ---- | ------------------------- | ------------------------ |
| 1977 | Julia                     | Julia joven              |
| 1978 | Jennifer                  | Jennifer Baylor          |
| 1979 | Jigsaw                    | Anne                     |
| 1984 | The House of God          | Jo Miller                |
| 1984 | Swing Shift               | Violet                   |
| 1985 | Ghoulies                  | Rebecca                  |
| 1990 | Lionheart                 | Helene                   |
| 1991 | Return to the Blue Lagoon | Sarah Hargrave           |
| 1998 | Shadow of Doubt           | Leslie Saxon             |
| 2015 | Circle                    | Sobreviviente del cáncer |

### Televisión
| Año  | Título                            | Papel                          |
| ---- | --------------------------------- | ------------------------------ |
| 1974 | The Country Girl                  | Nancy                          |
| 1975 | Valley Forge                      | Tavis                          |
| 1976 | I Want to Keep My Baby!           | Miranda                        |
| 1977 | Happy Days                        | Michelle                       |
| 1977 | Kojak                             | Jennifer Campbell              |
| 1977 | The Best of Families              | Mary Margaret Rafferty         |
| 1977 | James at 15                       | Paisley                        |
| 1978 | Perfect Gentlemen                 | Annie Cavagnaro                |
| 1978 | True Grit: A Further Adventure    | Mattie Ross                    |
| 1979 | Studs Lonigan                     | Lucy Scanlon                   |
| 1979 | The Last Convertible              | Rosamond Ardley                |
| 1980 | The Women's Room                  | Kyla                           |
| 1981 | The Best Little Girl in the World | Gail Powell                    |
| 1983 | Trapper John, M.D.                | Rachel                         |
| 1984 | This Is the Life                  | Bonnie                         |
| 1984 | Remington Steele                  | Christy Cordaro                |
| 1985 | A Bunny's Tale                    | Lee                            |
| 1985 | Alfred Hitchcock Presents         | Ellen Hatch                    |
| 1986 | Hotel                             | Laura Shafer                   |
| 1986 | The Equalizer                     | Anne Fitzgerald / Diane Snyder |
| 1987 | Cagney & Lacey                    | Frances Gorelik                |
| 1989 | Murder, She Wrote                 | Jill Goddard                   |
| 1991 | Sons and Daughters                | Melanie                        |
| 1991 | Into the Badlands                 | Sarah Carstairs                |
| 1991 | In the Heat of the Night          | Jeanette Marshall              |
| 1991 | Murder, She Wrote                 | Allison Franklin               |
| 1992 | Brooklyn Bridge                   | Bernice                        |
| 1993 | Jack's Place                      | Lizzie                         |
| 1997 | Color of Justice                  | Betty                          |
| 2001 | The Guardian                      | Carol Ritter                   |
| 2001 | Off Season                        | Ashley Manson                  |
| 2002 | Law & Order: Special Victims Unit | Dra. Garrison                  |
| 2002 | For the People                    | Amanda Jacobs                  |
| 2003 | Strong Medicine                   | Babs Darner                    |
| 2007 | Marlowe                           | Laura Devin                    |
| 2007 | Sacrifices of the Heart           | Virginia Doyle                 |
| 2010 | 10,000 Days                       | Anna Hesse                     |
| 2013 | Rake                              | Lorraine Wilson                |
| 2014 | 10,000 Days                       | Anna Hesse                     |